# Ylig Bay
Ylig Bay är en vik i Guam (USA).   Den ligger i kommunen Yona, i den södra delen av Guam, 10 km söder om huvudstaden Hagåtña. Ylig River har sitt utlopp i viken.